# Enrique Serra Auqué
Enrique Serra Auqué (Barcelona, 1859-Roma, 1918) fue un pintor e ilustrador español radicado en Italia.

## Biografía

### Inicios

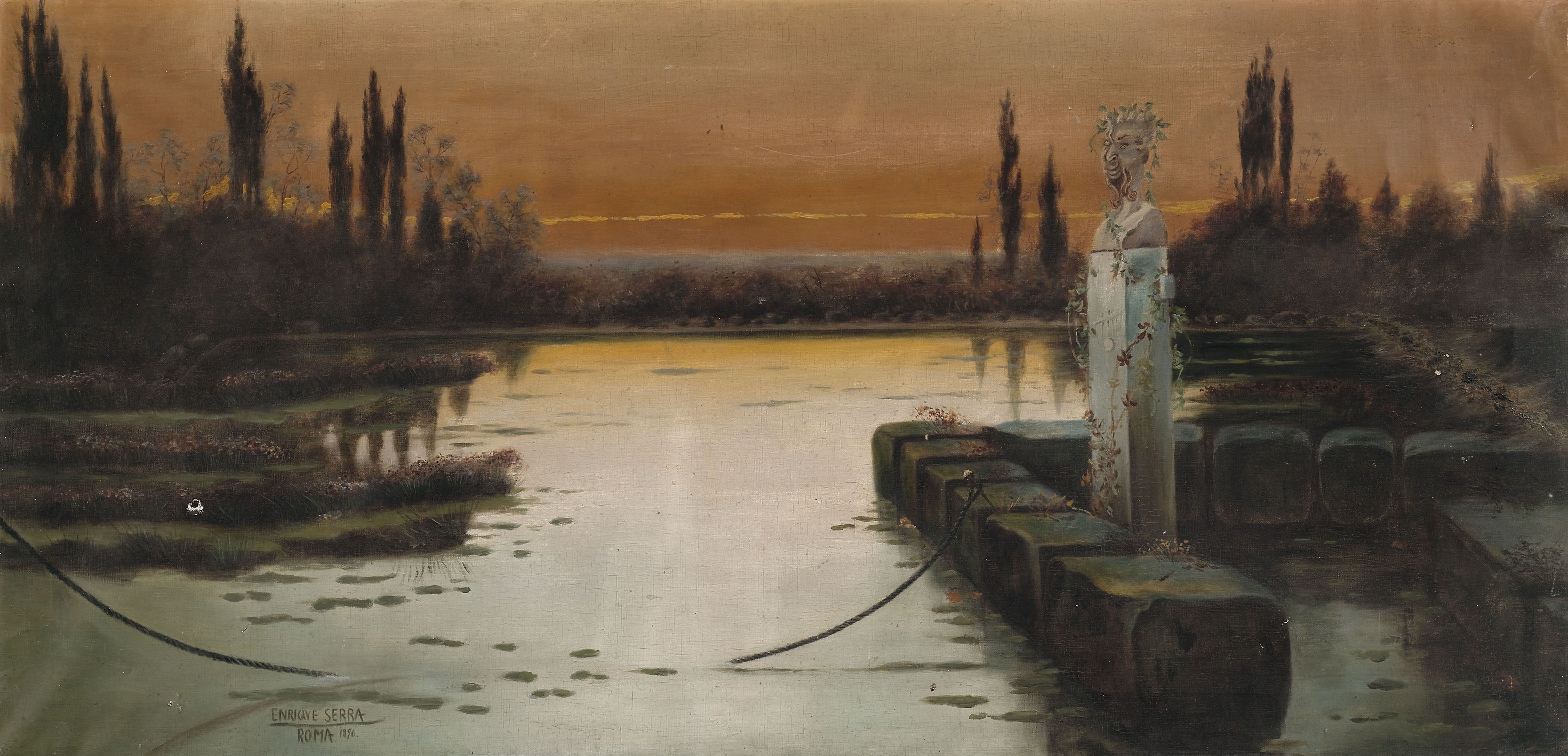
Atardecer en las Lagunas Pontinas (1886)

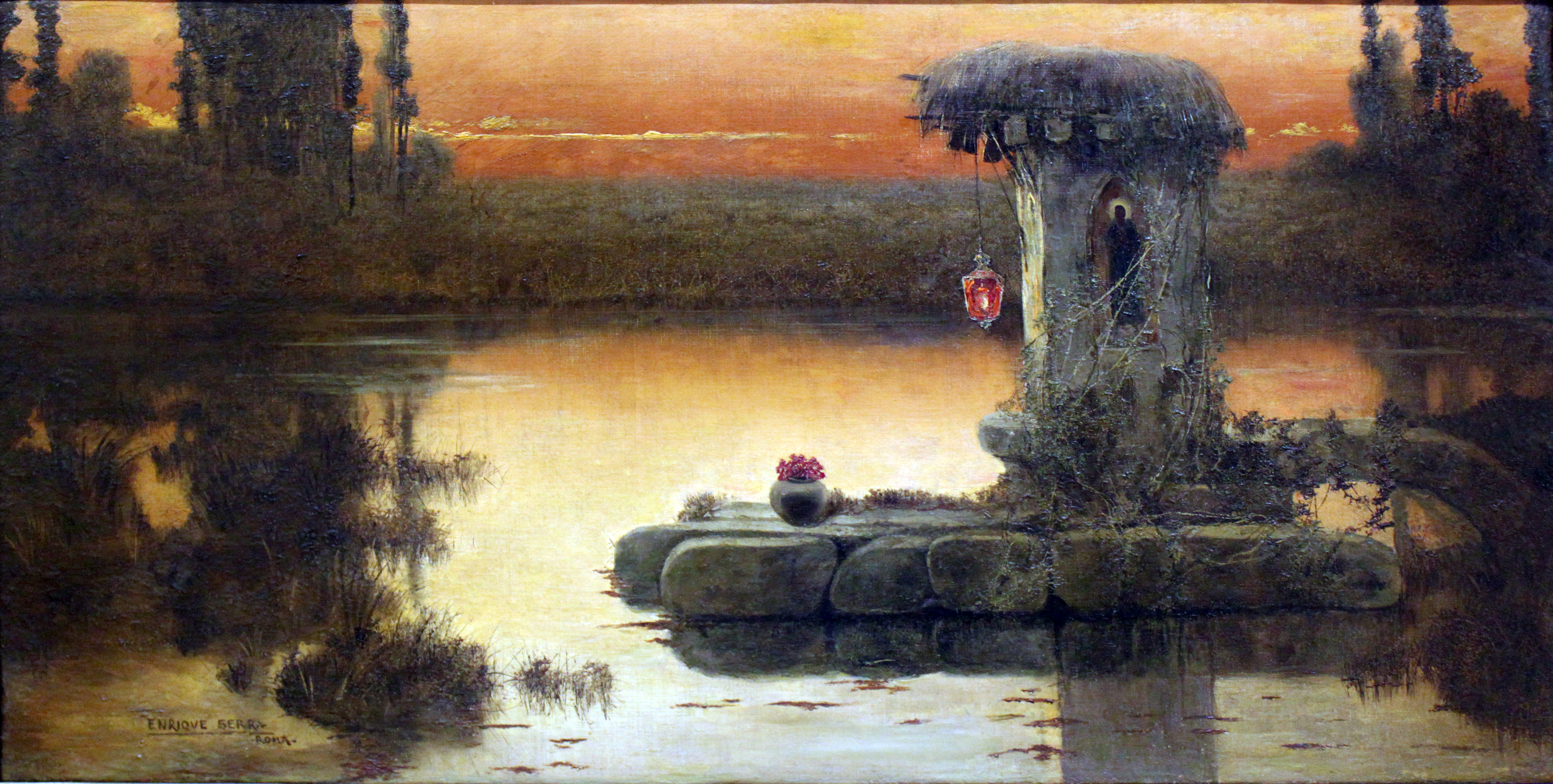
Cuadro de Serra hacia 1908

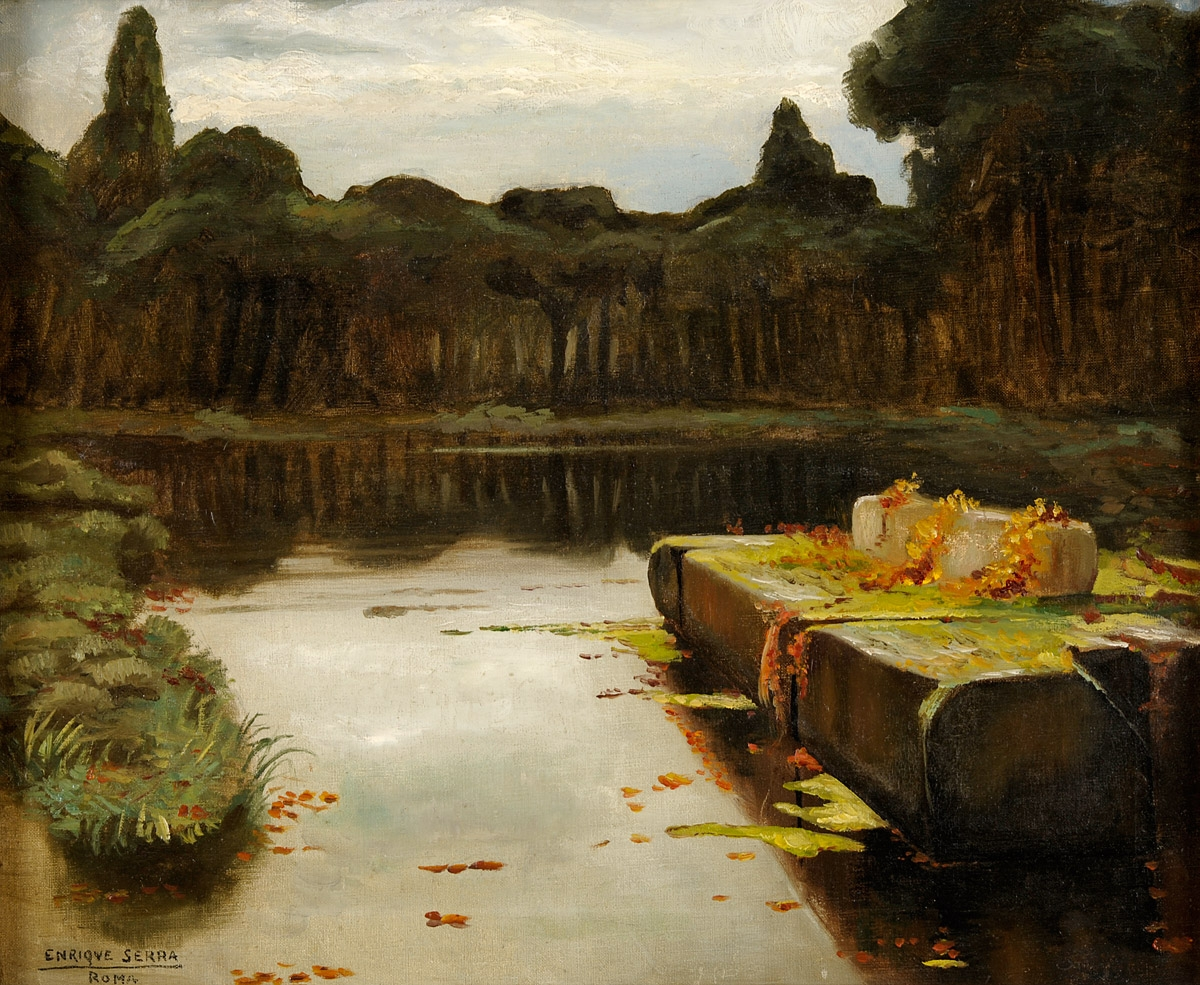
Lagunas Pontinas

Nacido en 1859 en Barcelona, comenzó a estudiar pintura en su Cataluña natal donde tuvo como maestros a los destacados artistas Ramón Martí Alsina y Domènec Talarn en la Escuela de Bellas Artes de Barcelona. Cumplidos los veinte años en 1879 se marchó a Roma a continuar con su formación, donde conocería a Mariano Fortuny en la academia Chigi, donde ambos cultivaron una gran amistad.

### Consagración como artista
En Roma no tardó en lograr triunfar como artista de tal modo que llega a realizar encargos para el papa León XIII. Más tarde, en 1895, decidió fijar su residencia en París, verdadera capital artística de Europa. Allí además de continuar con su exitosa carrera, su estudio sirvió como punto de encuentro de muchos jóvenes artistas españoles que acudían a la capital francesa a iniciar sus carreras.

## Galardones
- Medalla de oro en la Exposición Universal de Barcelona de 1888.
- Tercera medalla en la Exposición Nacional de Bellas Artes de 1895.

## Obras
- Predicación sobre la barca (1889).
- Paisaje lacustre.
- El espejo de Diana (1886), en el Museo del Prado.
- Laguna Portina (1896), en el Museo del Prado.
- Retrato de una mujer.
- Espadachines.
- Paisaje romano, en la Biblioteca Museo Víctor Balaguer.